# 白鯨との闘い
『白鯨との闘い』（はくげいとのたたかい、原題: In the Heart of the Sea）は、アメリカ合衆国で製作され、2015年に公開されたヒューマン・アクション映画。原作はナサニエル・フィルブリックの『復讐する海 捕鯨船エセックス号の悲劇』。監督はロン・ハワード、主演はクリス・ヘムズワースが務める。
『白鯨のいた海』という邦題で公開される予定であったが、後に変更となった。

## あらすじ

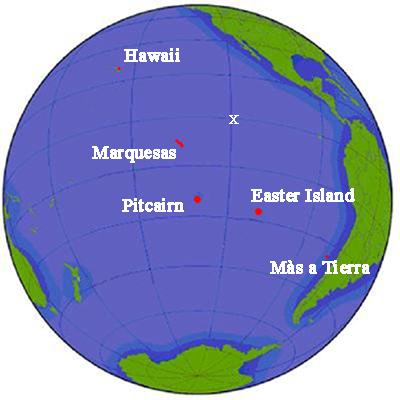
Xの印がある地点がエセックス号の遭難位置

1850年、アメリカの新進作家ハーマン・メルヴィルは、トーマスという男を訪ねた。トーマスはかつてエセックス号という捕鯨船に乗り組み、巨大な白いマッコウクジラと戦った人々の最後の生き残りだった。渋るトーマスから当時の壮絶な実話を聞き出すメルヴィル。
1819年、エセックス号は捕鯨基地ナンタケットを出港した。船長は家柄だけで選ばれた未経験者のポラードで、ベテランの一等航海士チェイスはそれが不満だった。船には14歳の孤児トーマスもキャビン・ボーイとして乗り組んでいた。1年以上の航海でもなかなか鯨油を集められないエセックス号は、噂を頼りに南米大陸から2000マイル（3700キロメートル）以上離れた未知の海域に乗り出した。マッコウクジラの大群を見つけて色めき立つ船員たち。だが、群れを率いていたのは巨大で凶暴な白鯨だった。
船員たちは白鯨に銛を打ち込むも、逆襲され沈没するエセックス号。３艘のボートに分乗した船員たちは、僅かな水と食料で漂流を始めた。船員たちは途中で無人島であるデュシー島にたどり着くが、島にいても生存は見込めないことを知り、残留を希望した数名を残して、再び洋上を漂流した。その後食糧は尽き、最終的に生き残るためには、死者の肉を食べる必要もあった。90日の漂流の後、救助されたのは船長とチェイス、若いトーマスなど、ほんの数名に過ぎなかった。
トーマスはその後、漂流中の体験を妻にさえ語らず、苦しみ続けて来た。メルヴィルに全てを語ることで、救われるトーマス。1年後にメルヴィルは、取材した実話ではなく、そこから膨らませたフィクションの『白鯨』を出版した。

## キャスト
※括弧内は日本語吹替
- オーウェン・チェイス（英語版） - クリス・ヘムズワース（三宅健太）

エセックス号の一等航海士。船長代行で事実上の責任者であった。
- ジョージ・ポラード（英語版） - ベンジャミン・ウォーカー（置鮎龍太郎）

エセックス号の船長。
- マシュー・ジョイ - キリアン・マーフィー（高橋広樹）

エセックス号の二等航海士。
- トーマス・ニッカーソン（英語版） - トム・ホランド（河西健吾）

エセックス号のキャビン・ボーイ。
- ハーマン・メルヴィル - ベン・ウィショー（中村章吾）

小説家。エセックス号の話を元に小説を書こうとする。
- 老年期のトーマス・ニッカーソン - ブレンダン・グリーソン（楠見尚己）
- ニッカーソン夫人 - ミシェル・フェアリー

夫が酒浸りになっても面倒を見続けた。そのことで金銭にシビアであり彼女がトーマスに「真実を話して、お金をもらって」と圧したのが物語の始まりともいえる。
- カレブ・チャペル - ポール・アンダーソン（宮崎敦吉）

エセックス号の船員。
- ヘンリー・コフィン - フランク・ディレイン（須藤翔）

ポラード船長の従兄弟。
- ベンジャミン・ローレンス - ジョゼフ・マウル
- バージライ・レイ - エドワード・アシュリー
- ラムズデル - サム・キーリー
- リチャード・ピーターソン - オジー・イクヒル
- ウィリアム・ボンド - ゲイリー・ビードル
- ペギー・チェイス - シャーロット・ライリー（英語版）
- ポール・メイソン - ドナルド・サンプター（英語版）
- スペイン人船長 - ジョルディ・モリャ

## 製作

### プリ・プロダクション
ナサニエル・フィルブリックの『復讐する海 捕鯨船エセックス号の悲劇』の映画化が持ち上がったのは本作が初めてではない。2000年にもミラマックスがバリー・レヴィンソンを監督に迎えて映画化しようとしたが、頓挫してしまった。
ジョージ・ポラード・Jr船長を演じる候補としてはベンジャミン・ウォーカーの他に、ベネディクト・カンバーバッチ、トム・ヒドルストン、ヘンリー・カヴィルの名前が挙がっていた。

### 撮影
主要撮影は2013年9月にロンドンとハートフォードシャーにあるリーブスデン・スタジオで始まった。さらに、スペインのカナリア諸島に属するランサローテ島とラ・ゴメラ島でも撮影が行われた。

## 評価
レビュー・アグリゲーターのRotten Tomatoesでは241件のレビューで支持率は42%、平均点は5.50/10となった。Metacriticでは47件のレビューを基に加重平均値が47/100となった。

## 関連出版
- ナサニエル・フィルブリック『白鯨との闘い』 相原真理子訳、集英社文庫、2015年
  - 元版『復讐する海　捕鯨船エセックス号の悲劇』集英社、2003年